# Eutropis gansi
Eutropis gansi är en ödleart som beskrevs av  Das 1991. Eutropis gansi ingår i släktet Eutropis och familjen skinkar. Inga underarter finns listade i Catalogue of Life.